# Мелані Кок
Мелані Кок  (англ. Melanie Kok, 4 листопада 1983) — канадська веслувальниця, олімпійська медалістка.

## Виступи на Олімпіадах
| Олімпіада  | Дисципліна         | Місце |
| ---------- | ------------------ | ----- |
| Пекін 2008 | легка двійка парна | 3     |